# Racotis submuscaria
Racotis submuscaria là một loài bướm đêm trong họ Geometridae.